# Cotesia kazak
Cotesia kazak är en stekelart som först beskrevs av Telenga 1949.  Cotesia kazak ingår i släktet Cotesia och familjen bracksteklar. Inga underarter finns listade i Catalogue of Life.